# Chris DeGarmo
Chris DeGarmo (Wenatchee, Washington, 1963. június 14. –) amerikai gitáros aki a Queensrÿcheban nyújtott teljesítménye alapján lett ismert. Stílusa nagy mértékben meghatározta a zenekar hangzását, a többség ma is visszakívánja a zenekarba.

## Pályafutása
Chris 1997-ben lépett ki a zenekarból, de a 2003-as Tribe album felvételeiben ismét részt vett. Kilépése után pilótaként dolgozik. 2002-ben részt vett az Alice In Chains gitáros Jerry Cantrell szólóalbumán is (Degradation Tip). A Guitar World magazin minden idők 100 legjobb heavy metal gitárosa szavazásán Michael Wilton-nal együtt a 33. lett.

## Diszkográfia
- Queensrÿche EP (1983)
- The Warning (1984)
- Rage for Order (1986)
- Operation: Mindcrime (1988)
- Empire (1990)
- Promised Land (1994)
- Hear in the Now Frontier (1997)
- Tribe (2003)

### Spys4Darwin
- Spys4Darwin#microfish (2001)

### Jerry Cantrell
- Degradation Trip (2002)